# ستيفنسون والاس
ستيفنسون والاس (بالإنجليزية: Stephenson Wallace)‏ (مواليد 11 نوفمبر 1982) هو سبّاح من سانت فينسنت والغرينادين، مثّل بلاده في الألعاب الأولمبية الصيفية 2000.

## روابط خارجية
ستيفنسون والاس على موقع الاتحاد الدولي للسباحة (الإنجليزية)
- ستيفنسون والاس على موقع أوليمبيديا (الإنجليزية)